# Шэй, Скайлер
Скайлер Шэй (англ. Skyler Shaye; род. 14 октября 1986, Лос-Анджелес, Калифорния) — американская певица, теле- и киноактриса. Наиболее известна своей ролью Хлои в фильме «Братц».

## Карьера
Шэй начала сниматься ещё будучи ребёнком. Первым её фильмом стал «The Tin Soldier», где она в возрасте 8 лет снялась под режиссурой своего крёстного, актёра Джона Войта.
Затем она начала работать в кино и телеиндустрии. Снялась во второстепенной роли в ситкоме «Family Affair» для телесети Warner Brother. Также она снималась в фильме «Manhood» для HBO. После этого снялась в пилотном эпизоде «A Hard Day’s Night» сериала «Анатомия страсти», а также в телесериалах «Мыслить как преступник» и «Вероника Марс».

## Фильмография
| Год       |   | Русское название                            | Оригинальное название                    | Роль                   |
| --------- | - | ------------------------------------------- | ---------------------------------------- | ---------------------- |
| 1995      | ф | Шёпот                                       | The Whispering                           | девочка-призрак        |
| 2002      | с | Семейное дело                               | Family Affair                            | Саттон Рамзи           |
| 2003      | ф |                                             | Manhood                                  | Лили                   |
| 2004      | ф | Супердетки: Вундеркинды 2                   | Superbabies: Baby Geniuses 2             | Кайли Боббинс          |
| 2005—2016 | с | Анатомия страсти                            | Grey's Anatomy                           | Кэти Брайс             |
| 2005      | ф | Беркли                                      | Berkeley                                 | блондинка в библиотеке |
| 2006      | ф |                                             | The Legend of Simon Conjurer             | Лулу                   |
| 2006      | с | Мыслить как преступник                      | Criminal Minds                           | Ингрид Грисон          |
| 2006      | с | Вероника Марс                               | Veronica Mars                            | Натали Лэндерс         |
| 2007      | ф | Братц                                       | Bratz                                    | Хлоя                   |
| 2012      | ф | За гранью                                   | Beyond                                   | Меган                  |
| 2013      | ф | Гениальные младенцы 3                       | Baby Geniuses: Baby Squad Investigators  | Кайли                  |
| 2014      | ф | Гениальные младенцы 4                       | Baby Geniuses and the Treasures of Egypt | Кайли                  |
| 2015      | ф | Гениальные младенцы 5: Космические младенцы | Baby Geniuses and the Space Baby         | Кайли                  |
| 2015      | с | Рэй Донован                                 | Ray Donovan                              | Синди                  |
| 2016      | ф |                                             | JL Ranch                                 | Линн                   |